# ビック (フランス企業)

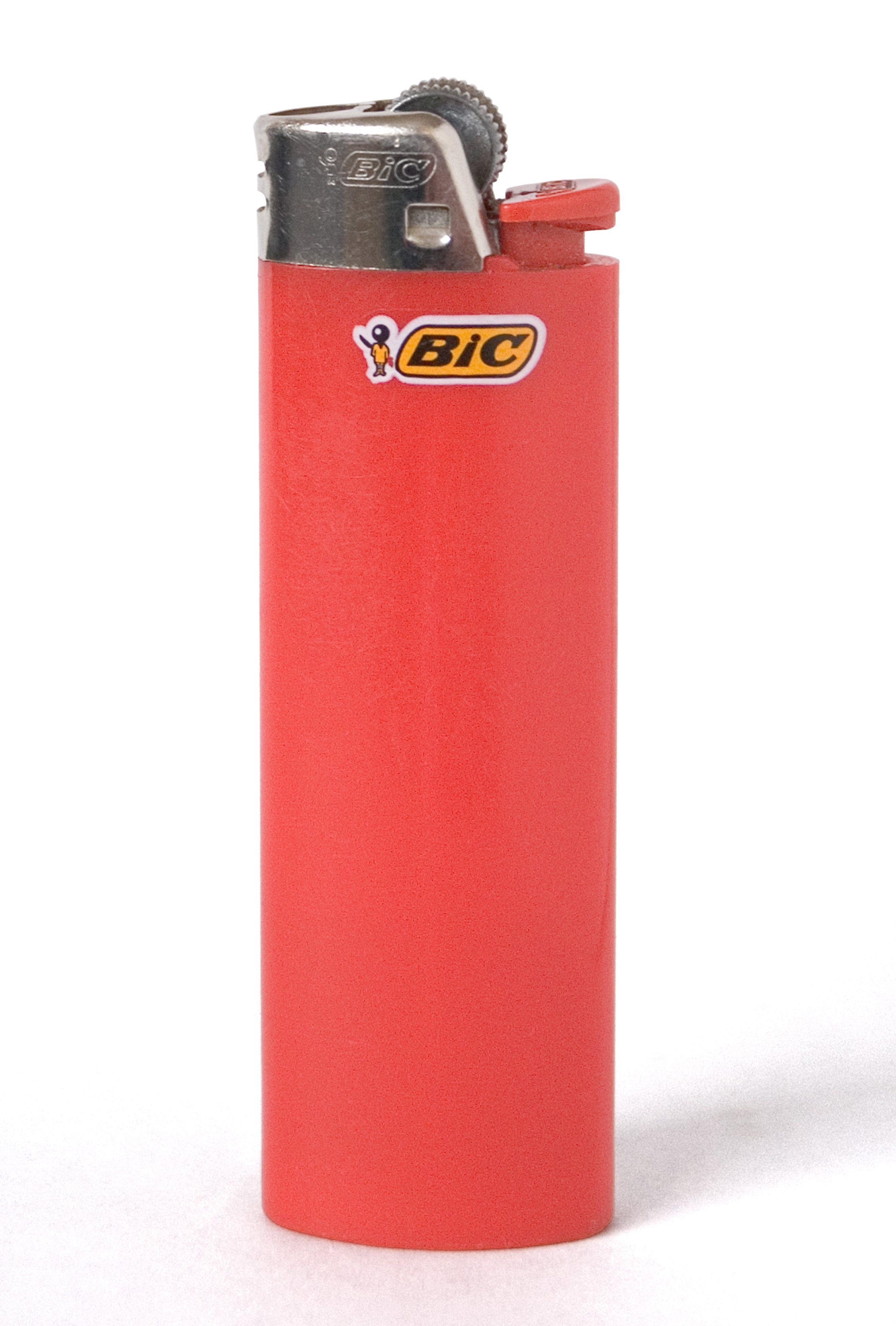
BIC製のライター。ロゴ左寄りに描かれているのがBICBOY

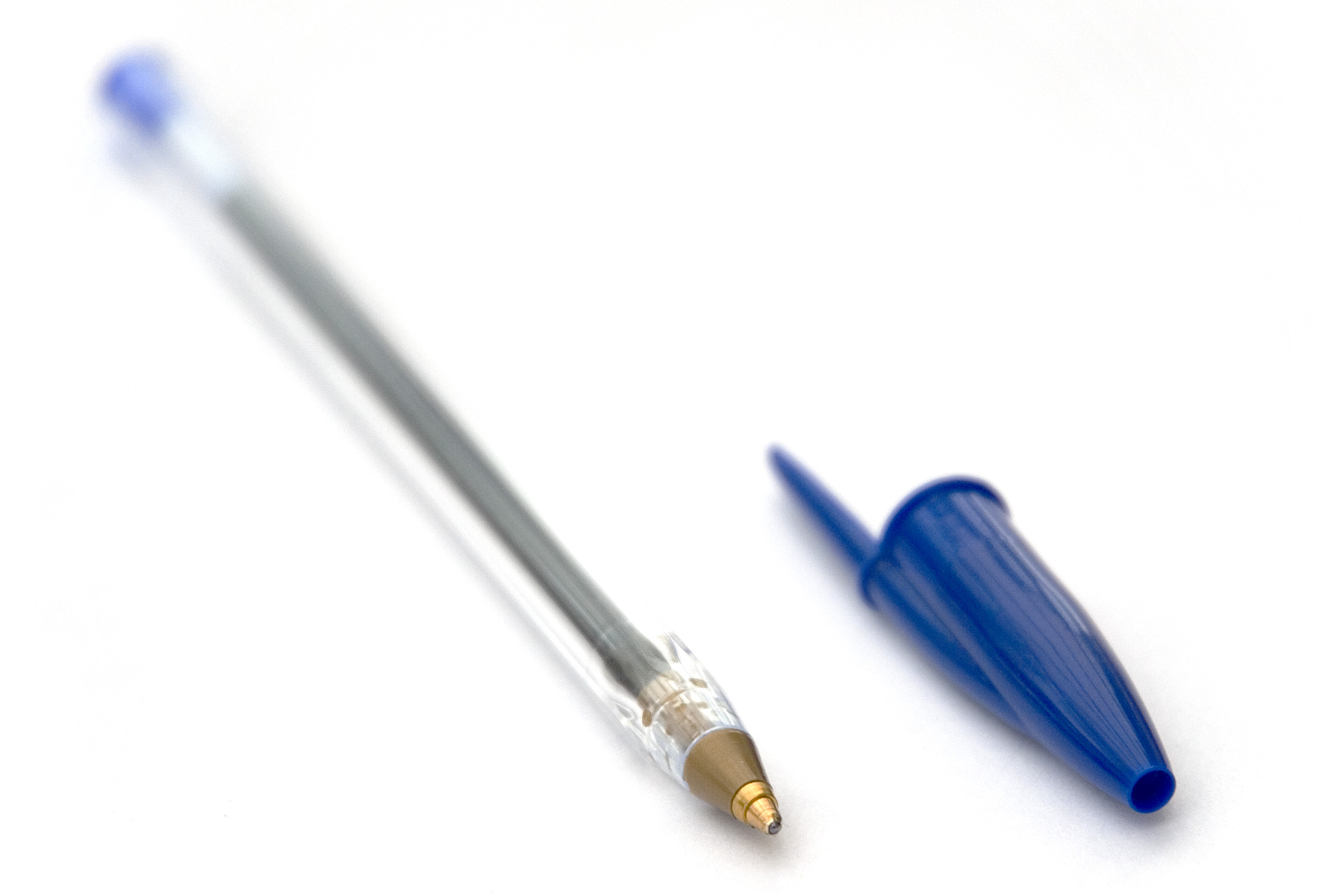
BIC製ボールペン

ビック（BIC、正式社名はソシエテ・ビック、フランス語: Société Bic S.A.）は、フランス・クリシーに本拠を置き、世界160カ国以上で筆記具およびライター・シェーバーを販売するメーカーである。日本法人はBICジャパン株式会社。ユーロネクスト・パリ上場企業（Euronext: BB ）。

## 沿革
1945年、マルセル・ビックがパリ郊外の工場を買い取り創業。当初はシャープペンシルや万年筆の部品を製造するメーカーであった。
1950年、「BIC」のブランド名で使い切りのボールペン（ビック・クリスタル）を販売開始。1961年に誕生した黄色（オレンジ色）軸のボールペン（ビックオレンジ）は、同社製品でも広く知られている。また、同じ年に生まれた、ボールペンのペン先のボールを模したキャラクターは「BICBOY(ビックボーイ)」と呼び、フランスのポスター画家レイモン・サヴィニャックによるもので、ブランドのマスコットとしてボールペン以外の製品にも印刷・刻印されている。1997年、アメリカの高級筆記具メーカーであるシェーファーを買収し、傘下としている。
また、ライターやシェーバー、スポーツ用品のメーカーでもある。1973年に発売された使い切りライターは、現在の一般的な100円ライターと同じ形状で、炎式ではあるが、一般的なライターがブタンを使用しているのに対し、ビックのライターはイソブタンを使用しているため低温に強く、寒冷地の屋外や冬山登山で扱いやすく、無臭のためタバコの香り等を邪魔しない。また、最大着火回数が普通のライターよりも多いという。

## 日本におけるビック
日本では、1980年から長らく廣済堂の関連会社である廣済堂商事が代理店として販売を担ってきたが、2004年にビック本社が100%出資のビック廣済堂（現：BICジャパン株式会社）に販売権が移り、現在は同社が日本の総販売元となっている。